# Puffinus auricularis
Puffinus auricularis е вид птица от семейство Procellariidae. Видът е критично застрашен от изчезване.

## Разпространение
Видът е разпространен в Мексико.